# Aleksandra Kornhauser Frazer
Aleksandra Kornhauser Frazer (ur. 26 września 1926 w Škofjej Loce, zm. 17 maja 2020) – słoweńska chemiczka. Była profesor chemii na Wydziale Nauk Przyrodniczych i Inżynierii oraz dyrektorem w Międzynarodowym Centrum Studiów Chemicznych Uniwersytetu w Lublanie.

## Wczesne życie
Urodziła się jako Aleksandra Caleari w zamożnej rodzinie z pięciorgiem rodzeństwa – jej ojciec był właścicielem interesu, późniejszej firmy z branży drewnianej Jelovica w Škofjej Loce. Rodzina straciła majątek podczas Wielkiego Kryzysu w latach trzydziestych i dorastała we względnym ubóstwie. Podczas II wojny światowej w 1942 roku w wieku piętnastu lat wstąpiła do młodzieżowej organizacji wspierającej Partyzantów z Narodowej Armii Wyzwolenia Jugosławii. Jej ojciec został uwięziony w obozie koncentracyjnym w Begunje, a rodzinę zmuszono do pracy, ale wszyscy przeżyli wojnę. Po krótkiej nauce w Kamniku i Domžale, w 1948 roku poszła na uniwersytet na studia chemiczne.

## Kariera
W latach 1954–1980 Frazer prowadziła dla firm farmaceutycznych szeroko zakrojone badania nad alkaloidami i antybiotykami. Po 1980 roku łączyła badania chemiczne z wykładami i była zatrudniona jako badaczka w organizacjach międzynarodowych, w tym w UE, UNDP, UNESCO oraz Międzynarodowej Organizacji Pracy, a także Agencji Ochrony Środowiska Stanów Zjednoczonych. W późniejszych latach była szczególnie zaangażowana w promowanie czystych technologii, a w 1999 r. była pierwszą kobietą-naukowcem, która otrzymała w Tokio nagrodę Hondy za rozwój wiedzy w tej dziedzinie.
W latach 60. i 70. była aktywna politycznie, pełniła również funkcję wiceprzewodniczącej Rady Wykonawczej Słowenii (za czasów Stane Kavčiča), gdzie odpowiadała za zdrowie, kulturę, naukę i edukację. Po trzech latach urzędowania wróciła do życia akademickiego.
Poza swoją rodzinną Słowenią pracowała na uniwersytetach w Szwajcarii, Wielkiej Brytanii i USA, a w kraju prowadziła ponad 60 międzynarodowych seminariów i warsztatów. Frazer była członkinią Rady Narodów Zjednoczonych, Światowej Akademii Sztuki i Nauki oraz Academia Europaea w Londynie (od 1988). Była laureatką m.in. medalu Laurenta Lavoisiera w Académie de Pharmacie oraz Robert Brasted Memorial Award. Amerykańskiego Towarzystwa Chemicznego.
Była aktywna zawodowo do 90. roku życia, kiedy to zakończyła kadencję jako dziekan Międzynarodowej Szkoły Podyplomowej im. Jožefa Stefana. Otrzymała Nagrodę Zois za całokształt twórczości w 1997 r., najwyższą nagrodę naukową w Słowenii. Była także honorową obywatelką Lublany.

## Życie osobiste
Frazer była dwukrotnie zamężna. Jej pierwszym mężem był Pavle Kornhauser, słoweński lekarz. Drugim był brytyjski chemik Malcolm Frazer, profesor edukacji chemicznej na University of East Anglia, a następnie dyrektor naczelny Council for National Academic Awards. Zachowała nazwiska obydwu mężów.
Zmarła w maju 2020 roku w wieku 93 lat.